# Apos (jezik)
Apos dijalekt, dijalekt jezika kwanga [kwj] s Papue Nove Gvineje u provinciji East Sepik. Nekad je bio priznat za samostalan jezik kojim je govorilo 500 ljudi (1996 SIL). Njegov kodni element [apo] danas označava austronezijski jezik ambul ili apalik.
Kwanga se klasificira sepičkoj porodici papuanskih jezika, skupina nukuma. Apos je imao dva dijalekta tau i bongomaisi (bongamaise).